# Run of the mill
Og møllen drejer er en ungdomsfilm fra 2000 instrueret af Børge Ring efter manuskript af Børge Ring og Joanika Ring.

## Handling
Og møllen drejer er en smertefuld beretning om en dreng, der vokser op og bliver afhængig af narkotika. Han lever i sin narkoboble i smertelig ensomhed, og selv ikke hans ulykkelige forældre kan nå ham. Som barn kæmpede han mod møllerne og sejrede, men vil han vinde kampen mod boblen?